# Méméplexe
 (avril 2013).
 (avril 2013).
Les memeplexes sont des ensembles de  mèmes qui, une fois associés, optimisent leurs chances de se répliquer (tout comme les gènes, lorsqu'ils sont associés dans un organisme, optimisent leurs chances d'être conservés par la sélection naturelle). Par exemple, les religions sont des memeplexes particulièrement adaptés à leur environnement.
Howard Bloom utilise le terme de superorganisme dans un sens équivalent à memeplexe.